# (58184) Masayukiyamamoto
(58184) Masayukiyamamoto est un astéroïde de la ceinture principale.

## Description
(58184) Masayukiyamamoto est un astéroïde de la ceinture principale. Il fut découvert le 7 septembre 1991 à Geisei par Tsutomu Seki. Il présente une orbite caractérisée par un demi-grand axe de 2,39 UA, une excentricité de 0,20 et une inclinaison de 1,7° par rapport à l'écliptique.

## Compléments